# 凯瑟琳·安·波特
凯瑟琳·安·波特（英語：Katherine Anne Porter，1890年5月15日—1980年9月18日）。美国小说家、散文家，记者和政治活动家。她作品不多，只有以《灰色马，灰色的骑手》为代表的二十几个短篇小说和一部长篇小说《愚人船》，但仍获得评论家和读者的欢迎，曾获得普利策小说奖和美国国家图书奖。波特的作品多反映美国南方生活和自己在墨西哥与欧洲的生活经历，以敏锐冷静的洞察力和善于刻画人物的内心世界闻名，常常选择背叛和死亡等黑暗题材，带有紧张而压抑的气氛。

## 生平

### 早年经历与教育

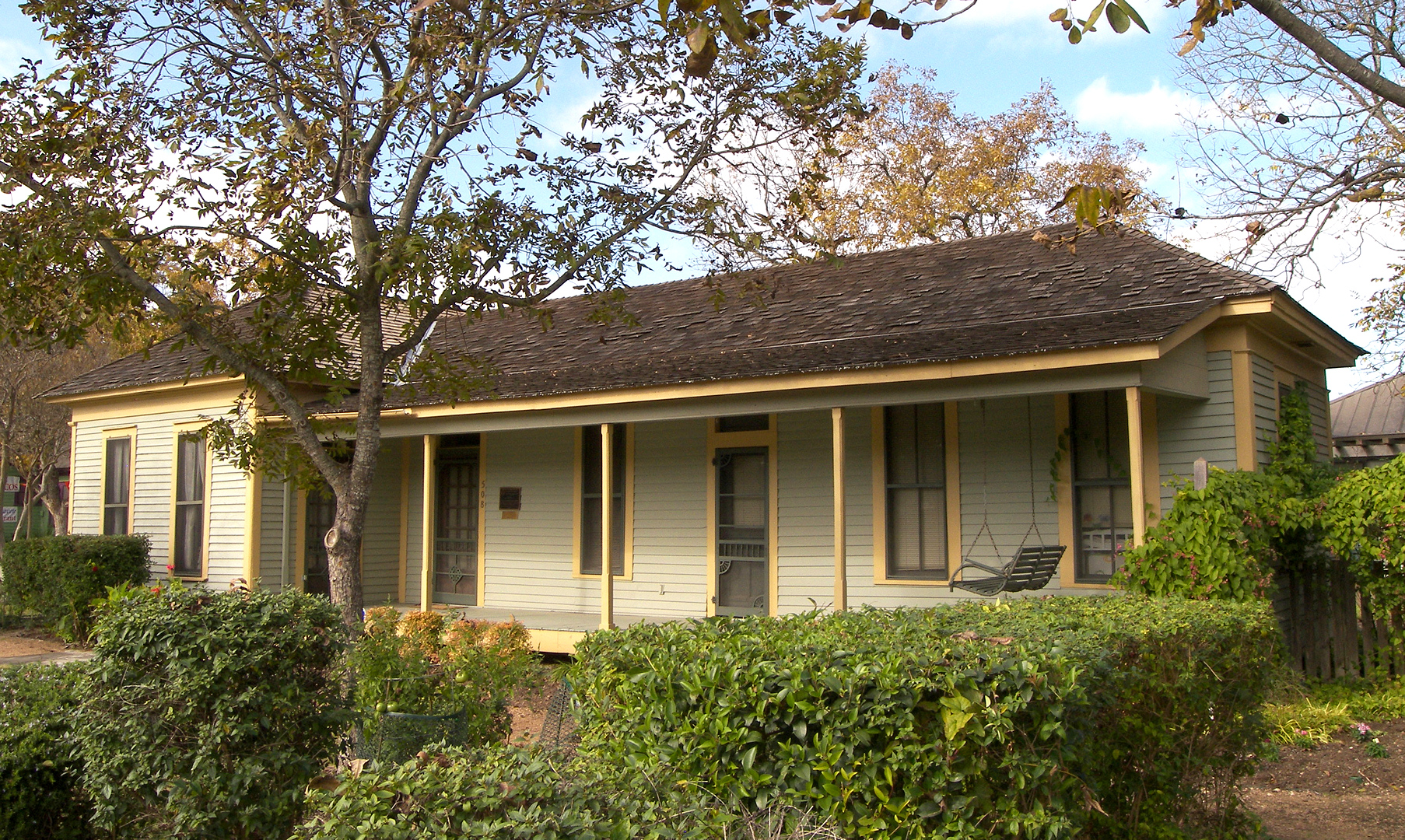
安·波特故居，2004年被列入国家史迹名录

凯瑟琳·安·波特生于德克萨斯州布朗县的印第安溪（Indian Creek），原名凯莉·罗素·波特，是哈里森·布恩·波特和玛丽·爱丽丝的女儿。波特的家族可以追溯到美国开拓者丹尼尔·布恩和原名威廉·西德尼·波特的著名短篇小说作家欧·亨利。1892年，两岁的波特失去了自己的母亲，波特的父亲带着四个孩子到德克萨斯州凯勒（Kyle）和自己的母亲凯瑟琳·安·波特一起生活。祖母更喜欢狄更斯的作品，不是很喜欢波特当时读的亨利·詹姆斯和托马斯·哈代，祖母的影响可以从波特后来所改的名字看出来。
祖母去世后，波特家曾在德克萨斯州和路易斯安那州多地辗转，期间多居住在亲戚家中或是住在出租房里。安·波特曾在所居地附近的自由学校学习，并开始读莎士比亚的十四行诗，多年后她认为这是对他影响最大的文学作品。1904年，她进入了托马斯学校就读，这是位于圣安东尼奥的一座循道宗学校。这也是波特在语法学校之外所受的唯一正式教育。大约在此时，波特的父亲给他开列了很长的包括伏尔泰的哲学作品的书单。1906年十六岁的波特从修女学校出走，并和约翰·亨利·昆兹结婚，这件事使他和家里人，特别是父亲产生了无法弥合的裂痕。不久后她改宗罗马天主教。
1911年波特逃离充满暴力的家庭，到芝加哥一家报社工作。1914年她曾回到德克萨斯，在小城镇剧团中担任女演员和歌手，以演唱苏格兰民歌为生。波特与昆兹于1915年正式离婚在离婚的同时，波特将自己的名字改为凯瑟琳·安·波特。不久安·波特被诊断出结核病，之后的两年她都在疗养院养病。1917年，安·波特开始为沃斯堡的《评论家》撰稿，主要内容是剧评和社会小品文。1918年她为科罗拉多州丹佛的《落基山新闻》撰稿。同年，丹佛流感流行，安·波特患病在医院里住了几个月。出院之后，她形销骨立，头发脱落，重长出来的头发也全为白发，且终波特一生，发色一直如此。1919年安·波特搬到纽约城的格林尼治村居住，曾发表了一些儿童故事，并为电影公司做宣传工作，甚至为人捉刀。1920年起，安·波特到墨西哥为杂志工作，结识了包括迪亚哥·里维拉在内的墨西哥左派运动成员，但最后她对革命运动和其领导者的希望破灭了。

### 文学创作
从1920年代到1930年代，波特往返于墨西哥和纽约之间，开始发表短篇小说和散文。1922年12月她的第一篇短篇小说《玛利亚·康塞普西翁》发表在《世纪》杂志上。描绘了一个墨西哥印第安女子的刚强性格和火一样的感情。1930年，波特出版了自己的第一部短篇小说集《开花的犹大树和其它故事》，1935年她又出版了这本集子的增订版，获得批评家的赞扬，认为这部书奠定了她在美国文学中的地位。她因这本书获得了古根汉姆奖学金，得以重返墨西哥。1932年她到欧洲游历数年，期间继续发表短篇小说。1939年波特将自己在结核病疗养院的生活经历展现在短篇小说三部曲《灰色马，灰色的骑手》中，她也因为这部作品获得了纽约大学图书馆的文学奖。
1943年波特被选入美国艺术暨文学学会，后曾在多所大学如芝加哥大学、密歇根大学和弗吉尼亚大学担任过驻校作家。1944年，她的另一部小说集《斜塔及其它故事》出版。在1930到1950年代，他被评论界认为是美国最杰出的作家之一，但由于她作品少，销售量少，她并非是一位畅销书作家，只依靠资助、改编剧本和在各学校担任驻校作家生活1948-1958年间，安·波特在斯坦福大学和华盛顿与李大学执教，她不循常理的教学方式很受学生欢迎。波特自己曾在广播中发表自己对丽贝卡·韦斯特和弗吉尼亚·伍尔夫的评价。1950年代到1960年代，她还曾在电视上参加文学评论节目。
1962年波特的短篇小说《假日》获得了欧·亨利奖。同年，她还发表了自己唯一一部长篇小说《愚人船》。这部作品源于她1931年从墨西哥的维拉克鲁斯到德国的旅途经历，耗时二十余年写成。这部作品不仅获得了评论界的好评，也收获了大量读者，拍成电影，轰动一时。1966年，波特因《凯瑟琳·安·波特故事集》获得普利策小说奖和美国国家图书奖。1967年，她获得美国艺术暨文学学会的金质奖章。1970年，她八十大寿时出版了《散文和随兴漫谈集》，其中收集了她五十年来所写的约四十万余字的随笔、文艺批评、创作谈、诗作和一部未完成的传记小说。1977年深受中风后遗症之苦的安·波特发表了《千古奇冤》，对她五十年前就抗议过的萨科和万泽提审判做了总结。1980年凯瑟琳·安·波特在马里兰州银泉去世，骨灰葬回葬于德州印第安溪公墓的母亲身边。2006年，美国发行了凯瑟琳·安·波特的纪念邮票。波特的作品已被收入美国文库。

## 作品

### 短篇小说集
- 《盛开的犹大树》（1930），其中篇目多以1920年代动荡的墨西哥为背景。
- 《灰色马、灰色的骑手》（1939），包括三部短篇小说，即《老人》，《正午酒》和《灰色马，灰色的骑手》。前两部小说中塑造了米兰达这个独立的女性形象，被认为具有半自传色彩[9]。
- 《斜塔和其它故事》（1944）
- 《旧秩序：南方故事》（1955）
- 《凯瑟琳·安·波特短篇小说选》（Harcourt, Brace: 1964），包含二十六篇短篇故事，波特因此获得普利策小说奖和国家图书奖。

### 长篇小说
- 愚人船（1961）描述纳粹上台之前，从墨西哥开往德国的一艘客轮上的形形色色的人物，这艘船就是个小型的世界，其中充满了偏见、自私和贪婪，表明恶总是在善的妥协和默许之下得逞。这本作品为她赢得了很多读者[2]。这部作品后被拍成电影，即《百怪图》（1965），由费雯丽主演。

### 散文集
- 《过去的时日》（1952）
- 《散文和随兴漫谈集》（1970）
- 《千古奇冤》（1977）